# Sumpall
Los sumpall también conocidos como sumpalwe, sompallwe o sumpay, son criaturas pertenecientes a la mitología mapuche (mitología de un pueblo originario sudamericano que habita el sur de Chile y el sudoeste de Argentina); las cuales se relacionan con el agua. 

## Apariencia
Los sumpall son seres cambiantes, que generalmente presentan una apariencia mitad humana y mitad pez, muy similar a las sirenas y tritones; aunque en algunas ocasiones también pueden tomar una forma completamente humana. Su parte humana es muy hermosa y tienen el pelo largo y de color brillante. Existen sumpall femeninos y masculinos.

## Leyenda
Según cuentan las leyendas mapuche, los sumpall son los seres encargados de cuidar las aguas de ríos, lagos y mares; y en aquellos lugares donde viven, nunca se acaba el agua. La mayoría de ellos habita ríos y lagunas. Son seres que, dependiendo de su género, raptan hombres o mujeres; pero esto ocurriría comúnmente con la voluntad del secuestrado o secuestrada, quienes, encantados, escuchaban sonidos y voces  maravillosas llamándolos desde el fondo de las aguas. Los ahogados eran frecuentemente niñas, que según la leyenda, a veces volvían cargadas de mariscos y pescados, a consolar a sus padres y pedirles que no lloraran. Al ser llevada la persona al fondo del río o el lago, a un lugar llamado sumpallwe, también se transformaría en sumpall. Otras fuentes señalan que se convertían en aves; a veces en una wala, que no vuela bien pero si es excelente nadadora, esto porque el Sumpall todavía la retiene. Si el sumpall ha raptado a una mujer, la familia de la mujer recibiría un pago (el ngapitun) por el robo de la novia; que es una costumbre del pueblo mapuche, cuando alguien secuestra a una mujer para casarse con ella. (La retribución que debe hacer el sumpall está muy arraigada en la cultura mapuche como una ley natural; todo lo que se quita debe ser repuesto; por eso  mar se las lleva, pero debe devolverlo todo con peces abundantes; a veces no es la ola quien trae las retribuciones sino una sirena, una niña que sale del agua con un canasto de peces y mariscos). La sumpall, en algunas ocasiones, igualmente puede dar un pago a la madre del hombre que ella ama, pero el hecho sería contrario a lo común en la tradición Mapuche. También se dice que los sumpall fecundan a las mujeres que van solas a las orillas de los ríos.
Los primeros sumpall habrían sido creados por Trengtreng Vilu y Kaykay Vilu, a partir de los hombres que se ahogaron en la gran batalla de las serpientes míticas que se desarrollaba durante un gran diluvio. Los sumpall se caracterizan por ser seres que pueden realizar el bien o el mal. Así, pueden cobrar venganza contra las personas que hacen daño a los ríos, lagunas y otros lugares relacionados con el agua; cumpliendo en estos casos el mismo papel que los Ngen-ko (espíritus dueños del agua).
Hay decenas de relatos y leyendas en torno a los ríos, costas, lagos y lagunas donde interviene el sumpall. El pueblo mapuche es muy aficionado al agua y la natación, y debían explicar el por qué y el destino de los ahogados.